# 沈阳今报
《沈阳今报》是沈阳日报报业集团于2003年3月19日在辽沈地区创办的首张都市报。
2002年．沈报集团决定停办《都市家庭报》，创办一张新的都市报。7月初，沈报集团确定沈阳今报社为改革试点单位。2006年2月22日，《沈阳今报》由对开20版瘦长型大报改为四开32版小报。2008年12月31日，《沈阳今报》因辽宁省报刊整顿和巨额亏损而停刊。2010年，该报正式停刊。